# Хундсхайм
Хундсхайм (нем. Hundsheim) — коммуна (нем. Gemeinde) в Австрии, в федеральной земле Нижняя Австрия.
Входит в состав округа Брук-на-Лайте. Население составляет 583 человека (на 31 декабря 2005 года). Занимает площадь 13,42 км². Официальный код — 3 07 15.

## Политическая ситуация
Бургомистр коммуны — Герхард Мат (СДПА) по результатам выборов 2020 года.
Совет представителей коммуны (нем. Gemeinderat) состоит из 15 мест.
- СДПА занимает 10 мест.
- АНП занимает 5 мест.